# GOB (Gruppo Ocarinistico Budriese)
Il Gruppo Ocarinistico Budriese (G.O.B.) nacque a Budrio (paese a 15 km ad est di Bologna) attorno al 1864 in seguito all'invenzione dell'ocarina, nel 1853, da parte di Giuseppe Donati.

## Storia
Furono costruite ocarine di diverse misure, intonate fra loro. Donati e alcuni suoi amici musicisti costituirono il gruppo ocarinistico, che inizialmente era un quintetto.
Il primo documento scritto in cui si parla del GOB come quintetto di suonatori di ocarine risale al 1865: si tratta un articolo apparso su La Marmitta, un settimanale umoristico stampato a Bologna. L'articolo parla del processo intentato contro i cinque suonatori di ocarine per schiamazzi notturni. È ipotizzabile che fino al 1869 l'attività concertistica sia stata limitata a realtà locali.
A Bologna l'esordio ufficiale avvenne al Teatro Brunetti, oggi Teatro Duse, il 16 novembre 1869. Il gruppo, col nome di “Concerto di ocarine”, riscosse un successo tale da replicare la serata seguente. In seguito a questo successo il “Concerto di ocarine” si impegnò in una prima tournée in alcune città italiane come Padova, Ferrara, Udine, Venezia, Trieste, Roma. Il gruppo si esibì spesso nei foyer dei teatri durante l'intervallo delle opere, riproducendone le arie più popolari; favoriti dal ricco repertorio del melodramma italiano, gli ocarinisti adattarono brani tratti da famose opere di Rossini (Barbiere di Siviglia, Guglielmo Tell), Verdi (Rigoletto, La traviata, Il trovatore) e Donizetti (L'elisir d'amore). Nel 1870, causa compensi troppo bassi, il gruppo si sciolse e Giuseppe Donati si dedicò a tempo pieno alla costruzione e alla vendita delle sue ocarine. Sempre in quell'anno il gruppo venne ricostituito da Giuseppe Grossi e i membri diventarono sei. Da questo momento il gruppo si presentò con il nome de I Celebri Montanari degli Appennini, ampliando sempre più il repertorio e inserendo nel 1873 la settima ocarina, il basso. Da questo momento, fino ai giorni nostri, il Gruppo Ocarinistico Budriese diventa un settimino per il quale è stato prodotto un ricchissimo repertorio.
Negli anni settanta del XIX secolo il gruppo si esibì nelle maggiori capitali culturali europee riscuotendo notevole successo. Articoli di giornali dell'epoca testimoniano, tra gli altri, concerti a Vienna (1873), Parigi (1874), Londra (1874), Madrid e Lisbona (1876) e tante altre città. Il GOB si esibiva per lo più all'interno di spettacoli circensi (circo Renz, Champs Elysées, Ciniselli, Priami Ciotti ecc.). Del gruppo facevano parte: Giuseppe Grossi (direttore e principale arrangiatore), Alberto ed Ercole Mezzetti, Ulisse Avoni, Federico Vignoli (solista), Davide Mignani e Cesare Vicinelli.
Nel 1876 ci fu una scissione e nacquero due gruppi ocarinistici. Uno di essi fu attivo prevalentemente nel Nord Europa (Germania, Scandinavia), l'altro in Francia. Secondo un manoscritto di Ercole Mezzetti, quest'ultimo gruppo effettuò concerti anche in Algeria e USA.
Articoli di giornale testimoniano concerti in Brasile (1876) ad opera di un settimino di ocarine formato principalmente da musicisti portoghesi.
L'attività del GOB dal 1878 al 1910 è scarsamente documentata.
Nel 1911 il GOB, sotto la guida di Cesare Testi, partecipò con grande successo alla Mostra Etnografica di Roma. Dal 1926 il gruppo fu diretto da Alfredo Barattoni, che arricchì il suo repertorio di composizioni originali e arrangiamenti operistici. L'alta qualità artistica raggiunta dal G.O.B. in quel periodo è riscontrabile nelle cinque registrazioni discografiche effettuate a Milano per la Columbia nel 1929.
Dal secondo dopoguerra alla fine degli anni '70 l'attività del GOB si svolse prevalentemente presso sagre e fiere paesane, con un repertorio legato alla tradizione folklorica e popolare. Il gruppo partecipò al film Novecento di Bernardo Bertolucci del 1976. Si sciolse infine l'anno successivo.
Nel 1978, dalla collaborazione tra Comune di Budrio e Circolo ocarinistico budriese, nacque la Scuola di ocarina.

### Il G.O.B. oggi
Ex allievi della scuola e giovani musicisti provenienti dalla musica classica, dagli anni '80 hanno dato vita ad un nuovo G.O.B., con l'obiettivo di riscoprire il repertorio classico/operistico e di sperimentare nuove sonorità legate alla musica contemporanea (cd “Earth”, 2011).
Dagli anni '90 il GOB è stato testimonial della cultura musicale emiliana con concerti in Australia, Argentina, Cile, USA organizzati dalla Consulta degli Emiliano-romagnoli all'estero.
Dal 2010, complice la popolarità dell'ocarina in Estremo Oriente, il GOB ha realizzato tournée in Corea del Sud (2010, 2012, 2014), Giappone (2014, 2015) e Cina (2014). Ha inoltre effettuato concerti live a Radio RAI (Roma 2013), RTSI (Lugano 2014) e WDR (Bonn 2015). Dell'attuale G.O.B. fanno parte Giulio Boccaletti, Fabio Galliani, Marco Venturuzzo, Emiliano Bernagozzi (direttore del Gruppo), Gianni Grossi, Alberto Ciarrocca e Leonardo Carbone.

## Discografia

### Registrazioni dal 1992
- 1992 CD, Rossini e la Terracotta, C.I.M.E. Srl, It.
- 1993 CD, Rossini e la Terracotta, Teichiku Records Co. Ltd., Japan
- 1995 CD, Arie e Melodie celebri, C.I.M.E. Srl, It.
- 1995 CD, Trascrizioni di arie e melodie celebri per ocarina, LePoint, Japan
- 1995 MC, Ocarine da Concerto. Trascrizioni di arie melodie celebri, Sinfony Records, It.
- 1995 MC, Concerto di Ocarine, Mizar Records, C.I.M.E. Srl, It.
- 1999 CD, Musiche da un salotto di fine Ottocento, C.I.M.E. Srl, It.
- 2000 CD, I suoni della Teca 4, La Fonoteca, FONOCD, It.
- 2003 CD, Il Barbiere di Siviglia,Callisto Records, It.
- 2005 CD, Sprizzi e Sprazzi, Callisto Records, It.
- 2010 CD, Sprizzi e Sprazzi Noble Ocarina, Corea del Sud
- 2010 DVD, Live in Korea 2010, Noble Ocarina, Corea del Sud
- 2011 CD, Magical Ocarina, G.O.B. Production, It.
- 2011 CD, The Four Seasons, G.O.B. Production, It
- 2011 CD, Terra/Contemporary Earth, Stile Libero, It.
- 2013 CD, Bello! Ocarina - Famous Neapolitan Songs, Respect Record, Giappone
- 2014 CD, Live in Korea, Noble Ocarina, Corea del Sud
- 2015 CD, Il canto degli uccelli, G.O.B. Production, It